# Zuidestisch

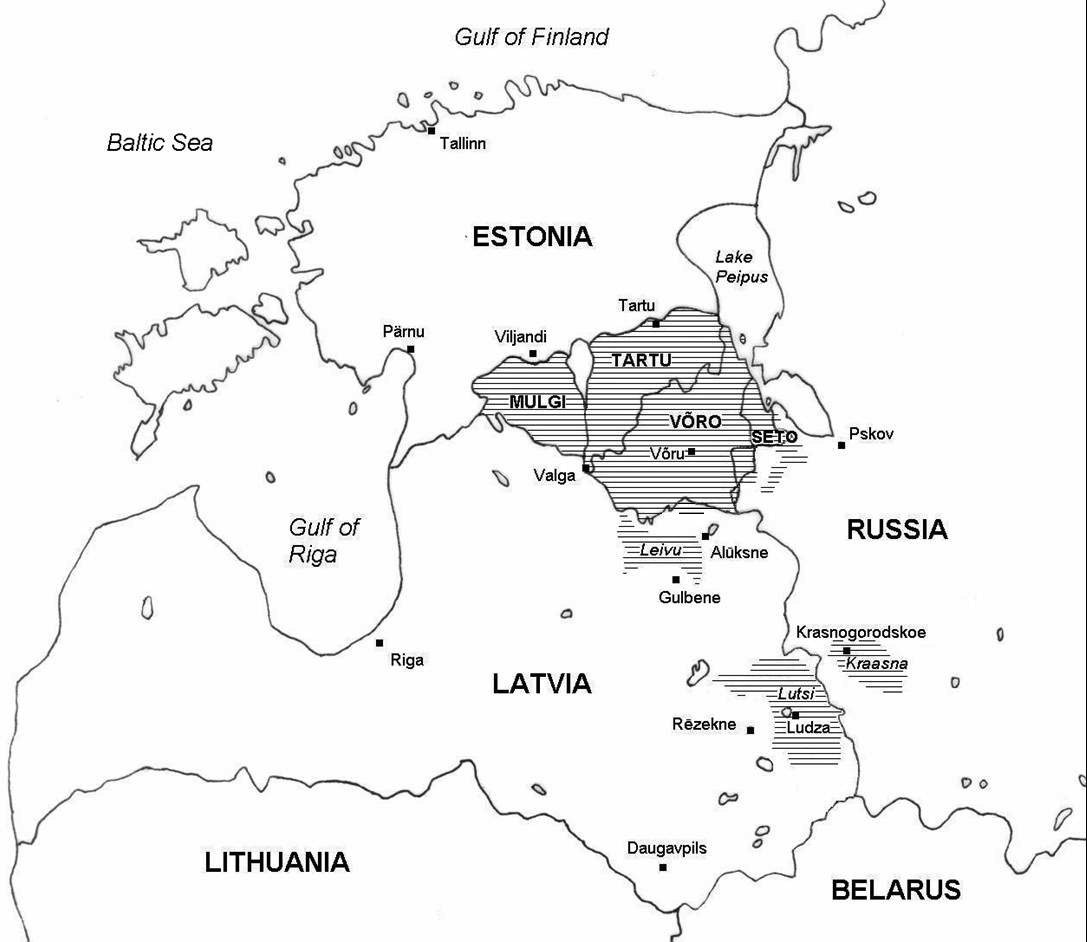

Het Zuidestisch (lõunaeesti kiil) behoort tot de Oostzeefinse tak van de Fins-Oegrische talen.
De taal wordt gesproken in Zuid-Estland in de omgeving van de universiteitsstad Tartu. Een dialect van de taal, Võro, werd in 1990 door ongeveer 50.000 mensen in Estland en Letland gesproken. Naast het Võro kent de taal nog drie dialecten: Mulgi, Tartu en Seto.
Het oudst bewaard gebleven werk in het Zuid-Estisch is de zogeheten Agenda Parva uit 1622, een handboek voor de zielenzorg; een eerste grammatica verscheen in Johannes Gutslaffs Observationes Grammaticæ circa linguam Estonicam.
In het midden van de 17de eeuw werd besloten dat de twee talen verenigd moesten worden. Dit ging echter niet zonder slag of stoot en een regelrechte polemiek was het gevolg. Pogingen om tot één taalvorm te komen mislukten jammerlijk. Uiteindelijk zou het Noord-Estisch de meer invloedrijke en succesvolle taal blijken en de enige officiële (schrijf)taal van Estland worden. Een van de belangrijkste redenen hiervoor was, dat bijna 75% van de Esten in het economisch belangrijkere noorden van het land woonde en dus een Noord-Estisch dialect sprak.